# Acrocercops hemiglypta
Acrocercops hemiglypta är en fjärilsart som beskrevs av Edward Meyrick 1916. Acrocercops hemiglypta ingår i släktet Acrocercops och familjen styltmalar. Inga underarter finns listade i Catalogue of Life.